# Les Voleurs de satellites
Les Voleurs de satellites est la trentième histoire de la série Les Aventures de Buck Danny de Jean-Michel Charlier et Victor Hubinon. Elle est publiée pour la première fois dans le journal Spirou du no 1284 au no 1310. Puis est publiée sous forme d'album en 1964. C'est le second tome et la fin d'un diptyque commencé avec " Opération Mercury " .

## Résumé
Une capsule spatiale du programme Mercury a amerri en Mer des Caraïbes au sud de l'île d'Hispaniola.
Profitant d'une déviation de la trajectoire de rentrée, un sous-marin relevant d'une puissance étrangère (et hostile) parvient à devancer les bâtiments du groupe du porte-avions Forrestal qui devait la récupérer. Capsule et astronaute sont maintenant aux mains du submersible, qui tente d'échapper à la traque de la marine américaine. Mais Sonny, qui effectuait une patrouille de recherche en couverture aérienne, ne disposant plus de munitions de bord, s’est sacrifié en jetant son jet sur le massif du submersible encore en surface, afin de lui interdire toute fuite en plongée…
Les recherches continuent et balayent une vaste zone en mer. Profitant d’un brouillard épais, le sous-marins fait route vers les eaux dominicaines où a été installé un possible refuge, dans une vaste grotte semi aquatique. Dayton est parvenu à lancer un message à la mer. Abattu par la chasse dominicaine alors qu’il effectuait une reconnaissance aérienne, Tumbler parvient à gagner la côte. Il y découvre le message (flottant à la surface) de Dayton et apprend ainsi que Sonny a été récupéré vivant et se trouve lui-aussi à bord du submersible.
Pour Buck — pas encore informé de la récente découverte de Tumb — c’est le drame. Ses deux amis sont considérés comme perdus. Autorisé à enquêter incognito, il loue un petit hydravion et effectue ses recherches le long des côtes de l’île. Il retrouve ainsi Tumbler. Les deux amis mettent au point un plan pour faire échapper Sonny, Dayton, ainsi que tenter de récupérer la capsule. Mais ils se font contrer par des sous-mariniers. Tous quatre sont maintenant prisonniers. 
Parviendront-ils à se libérer et à mettre fin aux agissements du sous-marin ?… à connaître les commanditaires de cette mission ?… à sauver leur vie et la capsule spatiale ?…

## Personnages
Outre les habituels impétrants de la série, apparaissent de nombreux personnages, parmi lesquels le plus prestigieux est une personnalité réelle : le POTUS John Kennedy.
- Du côté des Américains :

- - Captain Ivy (chef du dispositif de chasse des F11F-1 Tiger du Forrestal, desserrés à Ramey AFB)
  - Dayton, capitaine (USAF), astronaute de la NASA et chef de la mission spatiale "Mercury III".
Dans l'épisode précédent, Dayton est présenté par Buck Danny comme son "camarade de promotion à l'école de l'air[2]". Toutefois, lorsqu'ils se retrouveront, à la fin de l'épisode[3] ni l'un ni l'autre ne semblera se souvenir de leur camaraderie ancienne. Ils se vouvoieront même avec distance respectueuse[4] ; sauf tout à la fin de l'aventure[5].

- Dans le camp ennemi, on compte des sous-mariniers et des aviateurs (hydravion).

- Équipage de l'hydravion Sunderland supposé immatriculé au Guatemala[6] (la majorité des aviateurs porte un patronyme scandinave) :
  - Commandant de bord N…
  - Ulrik (copilote)
  - Jorg
  - Karson
  - Larsen
  - Niels
  - Sven

## Avions
- Lockheed L-1049G Super "G" Constellation (TWA), planche BD.1A case A
- Grumman F11F-1 Tiger
- Fairchild F.27 Friendship, au sol, à l'aéroport de Porto Rico (devant la tour de contrôle), planche B.D.8B., case C3
- Grumman S2F Tracker, planche B.D.9A case A1
- Douglas DC-8,  planche B.D.11A case B1
- Lockheed P2V-7 (au sol),  planche B.D.11B cases C2 et  D1
- Un bimoteur tripale ; planche B.D.12A case B2
- MiG-19 en patrouille de la chasse dominicaine
- Boeing KC-135 Stratotanker ou , planche B.D.23, cases C1 et D3
- Trekker Royal Gull : amphibie de grand tourisme civil, acheté par Buck Danny pour son propre compte
- Short S.25 Sunderland civil, de l'Aeronaves del Guatemala

## Bâtiments de guerre
Outre le porte-avions Forrestal, l'épisode met en action plusieurs destroyers de son escorte.
Parmi eux apparaît un destroyer imaginaire : l'USS Chattanooga.
Or le seul bâtiment de l'US Navy, à peu près contemporain de cette époque était une frégate de patrouille (PF) de la classe Tacoma, en service durant la Seconde Guerre mondiale, puis vendue à l'Argentine où elle a servi de 1947 à 1968 sous le nom de ARA Sarandi (P-33).
Dans la partie adverse figure le submersible immatriculé "N-27", acteur essentiel de l'épisode précédent.